# Justizvollzugsanstalt Hagen
Die Justizvollzugsanstalt Hagen ist eine deutsche Justizvollzugsanstalt in Hagen. Sie befindet sich unweit des Landgerichts im Hagener Hochschulviertel in der Stadtmitte.
Die Justizvollzugsanstalt wurde im Jahr 1923 in Betrieb genommen.
Die JVA ist Einweisungssanstalt für das Land NRW. Im Einweisungsverfahren wird entschieden, wo die am Einweisungsverfahren teilnehmenden Gefangenen untergebracht werden.
So kann auf die individuellen Behandlungsbedürfnisse der Gefangenen am besten eingegangen werden.
Des Weiteren wird Untersuchungshaft vollzogen.
Die Anstalt verfügt über 318 Haftplätze.
Anstaltsleiter ist Jörg-Uwe Schäfer.